# Parentesi (Mara Sattei)
Parentesi è un singolo della cantante italiana Mara Sattei, pubblicato il 14 gennaio 2022 come terzo estratto dal primo album in studio di Sattei Universo.
Il brano vede la partecipazione della cantante italiana Giorgia.

## Descrizione
Il singolo è stato scritto dalle due cantanti insieme a Thasup (fratello di Sattei), che assume anche il ruolo di produttore discografico. Parlando del significato del brano la cantante afferma:

Sattei ha raccontato la scelta di collaborare con Giorgia in un'intervista per Il Fatto Quotidiano:

## Promozione
Il brano è stato programmato per la trasmissione radiofonica il 14 gennaio 2022.
Il 16 gennaio 2022 le cantanti si esibiscono con il brano ad Amici di Maria De Filippi.

## Accoglienza
Fabio Fiume di All Music Italia assegna al brano un punteggio di 5 su 10, che sebbene trovi il singolo con «personalità» e «riconoscibilità» rispetto alle scelta musicali precedenti della Sattei, lo definisce «monocorde» in cui «sembra tutto sul punto di poter esplodere ma alla fine non se ne fa nulla».

## Video musicale
Il video, diretto dagli YouNuts!, è stato pubblicato il 18 gennaio 2022 sul canale YouTube della cantante.

## Tracce
Testi e musiche di Sara Mattei, Giorgia Todrani e Davide Mattei.
1. Parentesi (feat. Giorgia) – 3:33

## Classifiche
| Classifica (2022) | Posizione massima |
| ----------------- | ----------------- |
| Italia            | 67                |